# جیمز ویتاکر
جیمز ویتاکر (انگلیسی: James Whittaker; ۲۸ فوریهٔ ۱۷۵۱ – ۲۰ ژوئیهٔ ۱۷۸۷) دومین رهبر شاکرها بود. ویتاکر در اولدهام، انگلستان به دنیا آمد و یک بافنده و عضوی از طبقه صنعتگران و بازرگانان شد. او با مادر آن لی که یکی از بستگان او بود و او را بزرگ کرده بود به آمریکای استعماری آمد. پدر جیمز ویتاکر، پدر ویلیام لی (برادر آن) و آن لی در منچستر انگلستان زندگی می‌کردند و به عنوان اولین بنیان گذران فرقه شاکریسم شناخته می‌شدند. ویتاکر خطیب قدرتمندی بود که افراد زیادی را به فرقه شاکر کشاند.